# EUTM Mali
EUTM Mali (traduïble com ‘missió d'entrenament de la Unió Europea a Mali’) és una missió multinacional d'entrenament de la Unió Europea amb seu a Bamako (Mali) que està entrenant i assessorant a les Forces Armades i de Seguretat de Mali sense involucrar-se en operacions de combat més que les necessàries per garantir la seva pròpia protecció.
22 estats europeus participen en aquesta missió i han enviat militars a la República de Mali. EUTM Mali és un dels elements de l'estratègia de la UE per garantir la seguretat i el desenvolupament de la zona del Sahel. Aquesta missió recolza els esforços per modernitzar l'Exèrcit de Mali amb l'objectiu de millorar la seva capacitat militar perquè, sota el control civil, pugui restablir la integritat territorial del país.

## Personal

Situació en el terreny abans del començament de la missió

La missió inclou 200 instructors, 150 altres militars que proporcionen seguretat i suport, i una caserna general amb altres 200 oficials i suboficials. L'element de seguretat i suport estava format en principi per una companyia francesa, una secció txeca i una altra secció espanyola. La caserna general principal i el comandant de la missió es troben a la capital, Bamako, i la caserna general avançada està a la regió de Kulikoró, a uns 60 km al nord de Bamako, on també es troben el campament d'instrucció i la unitat de protecció. La caserna general s'encarrega del comandament de la missió, l'assessorament a les autoritats locals, i dels serveis mèdics i logístics. En dates recents s'ha establert un segon campament d'instrucció a la regió de Ségou, a 250 km de Bamako i més prop de la zona en conflicte en el nord del país. També hi ha un equip a Brussel·les d'enllaç amb les autoritats i agències comunitàries.

## Objectius
L'objectiu principal d'EUTM Mali és satisfer les necessitats operacionals de les Forces Armades de Mali contribuint de dues maneres:
1. Recolzant l'ensinistrament de les Forces Armades de Mali, amb la formació de batallons d'uns 600 soldats que combinen infanteria, cavalleria blindada, artilleria i enginyers. Cada unitat serà instruïda en un període de 10 setmanes i, després que les forces en reserva hagin estat entrenades, les forces en combat seran reemplaçades i seran entrenades també.
2. Assessorant i avaluant el sistema de comandament i control, la cadena logística, la gestió de personal, i assegurant la formació en el respecte a les normes internacionals de protecció de civils i dels drets humans. L'EUTM proporciona assessorament i suport al govern de Mali, al seu Ministeri de Defensa i als comandaments militar és per millorar l'organització i l'efectivitat de la cadena de comandament militar, especialment a les àrees de gestió de personal, de formació i dels sistemes de comandament i logístic.

## Implementació
El Govern de Mali va sol·licitar de manera oficial ajuda a la Unió Europea el 24 de desembre de 2012 i el 17 de gener següent els ministres d'exteriors de la UE van acordar que la missió d'ensinistrament comencés al més aviat possible. El primer cap de missió va ser el general francès François Lecointre, llavors comandant de la 9a Brigada Lleugera Blindada de Marina.
El divendres 9 de febrer de 2013 un element avançat amb 20 oficials d'enllaç va arribar a Bamako per identificar, en cooperació amb les autoritats malianes, al fet que unitats s'havia d'entrenar primer. Aquest equip també va fer inventari de les instal·lacions i mitjans existents per determinar les necessitats de suport del contingent europeu. El 18 de febrer el Consell d'Afers exteriors de la UE va aprovar els objectius i el pla de la missió i va identificar les efectius militars necessaris per a la mateixa, començant a arribar els instructors a Mali a mitjan maig.
Avui dia la missió inclou un hospital de campanya operat per l'Exèrcit alemany. Està missió és coetània amb la missió de combat operació Serval en el nord del país, però l'EUTM es limita solament a l'entrenament i assessorament i no participa en operacions de combat contra els rebels islamistes.

## Polèmiques
Mali posseeix una importància estratègica molt rellevant per a França, principal impulsor de la missió europea. Ja que Mali té una gran frontera artificial amb el Níger, és a dir, una llarga línia recta una zona desèrtica i inhòspita. Al seu temps el Níger és un dels principals productors mundials d'urani, que extreu la multinacional gal·la Areva, que protegeix les mines amb forces especials de l'exèrcit francès. En els últims anys el preu del mineral s'ha disparat i per a França poder garantir l'abastiment és de vital importància puix la majoria de la seva energia elèctrica es produeix en centrals nuclears amb més d'una cinquantena en actiu.
Paral·lelament la petroliera francesa Total posseeix concessions al nord de Mali, prop de la frontera amb Mauritània, concretament a Taoudeni.
A més a més el primer ministre malià, Choguel Kokalla Maiga, arribat al poder el 2021, va acusar directament a França d'estar entrenant grups terroristes islamistes per a aconseguir els seus objectius econòmics. Va denunciar que aquests grups tenien control absolut sobre la població de Kidal al nord del país.

## Països que contribueixen a la missió
La taula següent mostra les estats que contribueixen efectius militars a EUTM Mali. El nombre d'efectius que s'esmenta és el nombre màxim de militars que han estat desplegats pel país.
| País          | Número | Ref.     | Comandants de la missió (generals de brigada)                                            |  |
| ------------- | ------ | -------- | ---------------------------------------------------------------------------------------- |  |
| França        | 210    | :101     | François Lecointre (2/13-7/13), Bruno Guibert (8/13-4/14) i Marc Rudkiewicz (4/14-10/14) |  |
| Alemanya      | 180    | :103     | Franz Xaver Pfrengle (7/15-12/15) i Werner Albl (12/15-6/16)                             |  |
| Espanya       | 163    | [ 9 ]    | Alfonso García-Vaquero Pradal (10/14-7/15)                                               |  |
| Bèlgica       | 90     | [ 10 ]   | A partir de juliol de 2016                                                               |  |
| Txèquia       | 50     | :104     |                                                                                          |  |
| Regne Unit    | 40     | :104     |                                                                                          |  |
| Itàlia        | 20     | :105     |                                                                                          |  |
| Polònia       | 20     | :105     |                                                                                          |  |
| Suècia        | 15     | :105     |                                                                                          |  |
| Finlàndia     | 12     | :105     |                                                                                          |  |
| Hongria       | 10     | :105     |                                                                                          |  |
| Romania       | 10     | :105     |                                                                                          |  |
| Irlanda       | 8      | :104     |                                                                                          |  |
| Àustria       | 7      | :105     |                                                                                          |  |
| Grècia        | 4      | :105-106 |                                                                                          |  |
| Eslovènia     | 3      | :105     |                                                                                          |  |
| Estònia       | 2      | :106     |                                                                                          |  |
| Lituània      | 2      | :106     |                                                                                          |  |
| Luxemburg     | 1      | :106     |                                                                                          |  |
| Albània       |        |          |                                                                                          |  |
| Bulgària      |        |          |                                                                                          |  |
| Letònia       |        |          |                                                                                          |  |
| Montenegro    |        |          |                                                                                          |  |
| Països Baixos |        |          |                                                                                          |  |
| Portugal      |        |          |                                                                                          |  |
| Sèrbia        |        |          |                                                                                          |  |